# Limnodea arkansana
Limnodea es un género monotípico de plantas herbáceas de la familia de las poáceas. Su única especie: Limnodea arkansana (Nutt.) L.H.Dewey, es originaria del sur de los Estados Unidos.

## Taxonomía
Limnodea arkansana fue descrita por (Nutt.) L.H.Dewey y publicado en Contributions from the United States National Herbarium 2(3): 518. 1894.
Etimología
Limnodea: nombre genérico que deriva de Limnas otro género de la misma familia.
arkansana: epíteto geográfico que alude a su localización en Arkansas.
Sinonimia
- Greenia arkansana Nutt.
- Limnas arkansana (Nutt.) Trin. ex Steud.
- Limnas pilosa (Trin.) Steud.
- Muhlenbergia hirtula Steud.
- Sclerachne arkansana (Nutt.) Torr. ex Trin.
- Sclerachne pilosa Trin.
- Stipa demissa Steud.
- Thurberia arkansana (Nutt.) Benth. ex Vasey
- Thurberia pilosa (Trin.) Vasey[2]
- Cinna arkansana (Nutt.) G.C.Tucker[3][4]